# Gilles Bertran de Balanda
 (juin 2010).
Si vous disposez d'ouvrages ou d'articles de référence ou si vous connaissez des sites web de qualité traitant du thème abordé ici, merci de compléter l'article en donnant les références utiles à sa vérifiabilité et en les liant à la section « Notes et références ».
Pour les articles homonymes, voir Bertran et Balanda (homonymie).
Gilles Bertran de Balanda, né le 29 mai 1950 à Béziers, est un cavalier français de saut d'obstacles.

## Palmarès et parcours
Gilles Bertran de Balanda est le fils de Marc Bertran de Balanda (sous-maître au Cadre Noir de Saumur, cavalier international de CSO, jusqu'à la fin des années 60) ; Gilles Bertran de Balanda est le neveu du capitaine Pierre Bertran de Balanda ; membre de l'équipe de France, médaillé aux Jeux Olympiques. 
Il est le père d'Inès Bertran de Balanda, cavalière internationale de CSO et membre de l'équipe de France à plusieurs reprises. Gilles Bertran de Balanda fut en équipe de France junior depuis 1968/1969 . Il fut réserviste pour les JO de 1972, à Munich, avec un cheval propriété de la FFSE (ancien nom de la FFE) Urbin, selle français. En 1976, il fut réserviste, pour les JO de Montréal, avec l'anglo-arabe gris Béarn, fils de Dionysos II.
En 1980, aux Jeux Olympiques, il est de la partie avec Galoubet A (SF) par Almé (SF) et Vity (TF) par Nystag (TF)... Grâce à l'étalon Galoubet A, il sera Champion du Monde par équipe, à Dublin, en 1982... 
En 1984, pour les JO de Los Angeles, il fut  réserviste... Il continue ses nombreuses performances au sein de l'Équipe de France, avec Grand Cœur, puis Loripierre... 
En 1988, pour les JO de Séoul, il est toujours dans la longue liste des présélectionnés, avec son étalon gris Lama des Landes... D'autres chevaux français et étrangers viennent étoffer son piquet, comme l'irlandaise Khedda ou les juments selle-français Loripierre ou Sultane Kerellec... 
À partir de 1996, son étalon Crocus Graverie (SF) par Rosire  va lui permettre de se maintenir au plus haut niveau; jusqu'aux Championnats du Monde de 2002, à Jerez de la Fonterra, qu'il va à nouveau gagner, par équipe, avec ses coéquipiers, Eric Levallois (Diamant de Semilly), Reynald Angot (Dollar de la Pierre) et Eric Navet (Dollard du Murier)...
En 2004, il est sélectionné comme cavalier remplaçant pour les Jeux olympiques d'Athènes avec son cheval Crocus Graverie. 
De 2007 à 2009, il est entraîneur national de l'Équipe de France de saut d'obstacle, pour la Fédération française d'équitation ... 
Après sa période comme entraineur national de l'Équipe de France de CSO, il revient  à la compétition, en formant  Lord de Theize qui deviendra, sous la selle de Olivier Guillon, un des chevaux de l'Équipe de France.
En 2010, il parraine le 1er CSI 3 étoiles d'EquiSud de Montpellier.
Depuis fin novembre 2019 il est entraîneur national de l'équipe du Portugal de CSO.

## Divers
Il a formé la cavalière Eugénie Angot, sélectionnée pour les Jeux olympiques d'Athènes en 2004 avec sa jument Cigale du Taillis.
Gilles Bertran de Balanda est aussi le frère de Jehan Bertran de Balanda,  entraineur de chevaux de courses d'obstacles.